# Gustavo Ángel
Gustavo Ángel Acosta (Bogotá, 18 de julio de 1968) es un actor de televisión colombiano conocido por participar en telenovelas como Séptima puerta, Hasta que la plata nos separe y Los caballeros las prefieren brutas y en años anteriores, en un comercial de Avena Quaker.
Hizo su formación actoral en la Casa Del Teatro Nacional con el director y dramaturgo Víctor Viviescas y con el fallecido director y formador de actores Paco Barrero. Además de la Academia Charlot en la que desarrolló Manejo de Voz y Pronunciación, Técnicas Psico-Físico, Expresión Corporal, Actuación Escénica, Juegos Escénicos, Producción de Televisión, Puesta en Escena Televisiva, Historia del Teatro y Danza.

## Filmografía

### Televisión
| Año       | Título                              | Personaje                   | Canal              |
| --------- | ----------------------------------- | --------------------------- | ------------------ |
| 2019-2020 | El general Naranjo                  | Presidente Sampedro         | Fox Premium        |
| 2019      | El Bronx                            | Luciano Sanín               | Caracol Televisión |
| 2017      | Narcos                              | Santiago Medina             | Netflix            |
| 2016-2017 | La ley del corazón                  | Martín Gómez                | Canal RCN          |
| 2016-2017 | Las Vega's                          | Concejal Javier Morales     | Canal RCN          |
| 2016      | Ruta 35                             |                             | UniMás             |
| 2015      | Dueños del paraíso                  | Nicanor Quezada             | Telemundo          |
| 2014      | En la boca del lobo                 | Jean Paulo Durán            | UniMás             |
| 2014      | La viuda negra                      | Eddie Montoya               | UniMás             |
| 2014      | Los años maravillosos               | Kevin González (Voz adulto) | Caracol Televisión |
| 2013-2014 | Chica vampiro                       | Álvaro de la Torre          | Canal RCN          |
| 2012-2013 | Las santísimas                      | Camilo                      | MundoFox           |
| 2012      | Escobar, el patrón del mal          | Fernán Santana              | Caracol Televisión |
| 2011      | Clase ejecutiva                     |                             | Caracol Televisión |
| 2010-2011 | Los caballeros las prefieren brutas | Miguel Renno                | Caracol Televisión |
| 2010      | El cartel 2 - La guerra total       | El Mariachi                 | Caracol Televisión |
| 2010      | Amor sincero                        |                             | Canal RCN          |
| 2009      | El fantasma del Gran Hotel          | Favio                       | Canal RCN          |
| 2008-2009 | Aquí no hay quien viva              | Ricardo                     | Canal RCN          |
| 2008      | ¿Quién amará a María?               | José Alejandro Granados     | Caracol Televisión |
| 2006-2007 | Hasta que la plata nos separe       | Rubén Valenzuela            | Canal RCN          |
| 2005      | Séptima puerta                      | Tomas Cabal                 | Caracol Televisión |
| 2004-2005 | Todos quieren con Marilyn           | Simón "Moncho"              | Canal RCN          |
| 2001      | Solterita y a la orden              | Beto                        |                    |
| 2001      | Francisco el matemático             | Andrés Guevara              | Canal RCN          |
| 2000      | Entre amores                        | David                       |                    |
| 1998      | Tan cerca y tan lejos               | Rafael                      | Canal RCN          |
| 1997-1998 | La mujer en el espejo               | Alejandro Santos            | Canal A            |
| 1996      | Mariluna                            |                             |                    |
| 1995-1996 | Si nos dejan                        |                             | Cadena Uno         |
| 1995      | Piel a piel                         | Diego                       |                    |
| 1995      | Sueños y espejos                    | Camilo                      |                    |
| 1993      | Santamaria del olvido               |                             |                    |
| 1993      | María, María                        |                             |                    |
| 1993      | Pasiones secretas                   |                             | Caracol Televisión |

## Cine
| Año  | Título        |
| ---- | ------------- |
| 2012 | Carrusel      |
| 2012 | San Andresito |
| 2011 | El Jefe       |

## Premios y nominaciones

### Premios TVyNovelas
| Año  | Categoría                        | Telenovela o Serie            | Resultado |
| ---- | -------------------------------- | ----------------------------- | --------- |
| 2007 | Mejor Actor Antagónico           | Hasta que la plata nos separe | Nominado  |
| 1999 | Mejor actor protagónico de serie | La mujer en el espejo         | Nominado  |